# 勝鬨と平和
交響曲ヘ長調『勝鬨と平和』（かちどきとへいわ、今日では『かちどきと平和』と表記されることが多い）は、1912年に山田耕筰によって作曲された、日本で最初の交響曲である。
名称の由来は、初演直前に第一次世界大戦が勃発したためだといわれる。
ナクソスの『日本作曲家選輯』に収録され（演奏は湯浅卓雄指揮、アルスター管弦楽団による）話題となったが、これ以前からレコード・CD化はされていた。

## 作曲の経緯
日本人の手による最初の交響曲であり、同じく山田の作品である『序曲 ニ長調』に続いて2番目の管弦楽曲である。
1912年11月8日にドイツのベルリンで、ベルリン高等音楽学校の卒業作品として合唱曲『秋の宴』とともに完成された。作品の制作に際して、山田はベートーヴェンの交響曲第5番を模範とした。
作品は岩崎小弥太男爵に献呈された。

## 初演
1914年12月6日、帝国劇場における、東京フィルハーモニー会第14回演奏会において、作曲者の指揮により初演。

## 編成
フルート2、オーボエ2、クラリネット2、ファゴット2、ホルン2、トランペット2、トロンボーン3、ティンパニ、弦5部

## 作品の内容
後期ロマン派の流れを汲んだ作品で、シューマンやブラームス、シューベルトを思わせる。楽器編成は古典派の範囲内の控え目なもので、後の交響詩に見られるようなリヒャルト・シュトラウス影響下の大編成の響きは無く、師のカール・レオポルド・ヴォルフ（1859年 - 1932年）や音楽院長のマックス・ブルッフの書法の範囲内に留まっている。

### 第1楽章 Moderato - Allegro molto
ヘ長調、4分の3拍子、ソナタ形式。冒頭、弦楽器がユニゾンでどっしりとした旋律（「君が代」の旋律から着想を得ている）を奏し、管楽器も加わって繰り返され、属和音に半終止する8小節の序奏につづき、序奏の旋律から派生した第1主題が弦楽器に現れ、確保される。上行する第2主題も弦楽器に現れる。展開部を経て、トランペットの3連符によって再び序奏が導きだされ、再現部に入り、形通りの再現を行い、コーダは、弦楽器のトレモロの上で木管やホルンが第1主題を吹き、力強く終わる。

### 第2楽章 Adagio - Non tanto e ma poco Marciale
変ロ長調、4分の4拍子、A-B-A-C-Aのロンド形式。冒頭、木管のおだやかな和音の上で、ヴァイオリンにゆったりと流れるように美しく、息の長い主題が現れる。木管群にこの主題は受け渡される。やがて3連符主体の、ト長調のB部分に入る。ここでも弦楽と木管の対話となる。再び最初の主題がフルートやホルンの対旋律を伴って現れ、金管の3連符を伴う、弦楽器が歌うニ長調のC部分に入る。再び冒頭の主題が現れ、静かに終わる。なお、この楽章の主部は2020年東京オリンピック開会式での五輪旗掲揚のバックとして、静謐な雰囲気を活かして使用された。

### 第3楽章 Poco vivace
ト短調、8分の3拍子、2つのトリオを持つスケルツォ。アウフタクトで始まり、上行しては下降する、ドイツ風の旋律で始まる。ゆったりと揺れ動く旋律を挟んで繰り返される。変ホ長調のトリオでは8部音符主体でゆったりと波のような旋律が弦から木管、クラリネットに受け渡される。再びスケルツォが現れ、続いて弦楽器が下降するト長調の第2トリオに入る。全合奏となり、それに続いて木管群が対話する。スケルツォがやや形を変えて現れ、コーダに入る。テンポを落として木管が憂鬱に鳴り響くが、すぐに力を盛り返し、一気に終わる。この楽章の第一主題のみは、他楽章での明るく、どこか予定調和的な書法とは些か異なった一種デモーニッシュな感覚も聴かれる。これは夏季の滞在先であったディアハ－ゲン（デンマーク国境に近い電気もない寒村）での、夜を徹しての男女の狂舞のありさまに霊感を得たのではないかという推測がされており、その論拠として、自伝『若き日の狂詩曲』（中公文庫版ではp.232）に暗示された体験が挙げられている。

### 第4楽章 Moderato - Allegro molto
ヘ短調→ヘ長調、4分の4拍子、ソナタ形式。冒頭、低弦のトレモロと木管の保続音、ティンパニのトレモロの上でクラリネットなどが暗い旋律を奏する。ゆったりと流れる旋律の合間に全合奏で和音を叩き付け、再び静かになり、弦楽器の次第に上行する音形の上で冒頭の旋律が管楽器に長調で現れ、激しいクレッシェンドの頂点でホルンとトランペットにファンファーレ風の第1主題が登場する。木管の流れるような旋律やシンコペーションのリズムなどを挟み、弦楽器によって再び提示され、確保される。やがて、山田耕筰お得意の付点リズムの反復、いわゆる「ピョンコ節」による第2主題が現れ、展開部に入る。木管が短調で主題を奏して始まるが、すぐ長調に転じて木管に主題が受け渡される。幾度かの転調を経て、弦楽器に静かに第1主題が現れ、再現部に入る。第2主題は弦楽器の3連符の上で管楽器が再現し、コーダに入る。金管や木管に第1主題の動機が受け渡され、弦楽器のシンコペーションが静まると木管が下降する音形を繰り返し、静かな和音で終わると見せかけて全合奏で和音をたたき、力強く終結する。